# 莫加多鲁 (葡萄牙堂区)
莫加多鲁是葡萄牙布拉干萨区的一个堂区。总面积49.1平方公里，总人口3638人，人口密度74.1人/平方公里。